# (160) Una
(160) Una és un asteroide que forma part del cinturó d'asteroides i va ser descobert el 20 de febrer de 1876 per Christian Heinrich Friedrich Peters des de l'observatori Litchfield de Clinton, Estats Units d'Amèrica.
Anomenat per Una, un personatge del poema La regna fada de l'escriptor anglès Edmund Spenser (1552-1599).
Una òrbita a una distància mitjana de 2,727 ua del Sol, i pot allunyar-se fins a 2,904 ua. La seva excentricitat és 0,06475 i la inclinació orbital 3,824°. Fa una 1645 dies a completar una òrbita al voltant del Sol.